# Gołuchowice (województwo małopolskie)
Gołuchowice – wieś w Polsce położona w województwie małopolskim, w powiecie krakowskim, w gminie Skawina.
Powierzchnia miejscowości liczy 193,54 ha.
| SIMC    | Nazwa  | Rodzaj    |
| ------- | ------ | --------- |
| 0334899 | Brzegi | część wsi |

## Historia
Miejscowość została po raz pierwszy wzmiankowana w dokumencie lokacyjnym wsi Rzozów w 1335, która miała sięgać do wsi Gołucha ([villa] Goluchonis). Później częściej bywała nazwana Zorzowem Małym (Zorzow Pervum), Zorzowek, Zorzowiec, zamiennie z nazwą Gołuchowiec, które utrwaliło się w XVI wieku, a w XVIII zostało zastąpione przez Gołuchowice. Od XV wieku należało do starostwa barwałdzkiego w księstwie oświęcimskim, stopniowo zakupionego przez Koronę Polską jeszcze przed pozostałą częścią księstwa.
W latach 1975–1998 miejscowość administracyjnie należała do województwa krakowskiego.